# Desinsectación
La desinsectación es la acción de eliminar determinados artrópodos dañinos - principalmente insectos - por medios químicos, físicos o con la aplicación de medidas de saneamiento básico. Puede haber especies dañinas para la agricultura, ganadería, para las personas, etc. 
La mayoría de estas especies son insectos, aunque también hay entre estas plagas arácnidos.
Los insectos más comunes considerados como de interés en la salud pública y dentro de las actividades económicas son:
- Avispas
- Carcoma
- Cucaracha
- Chinche de las camas
- Hormigas
- Mosca doméstica
- Mosquito
- Picudo rojo
- Procesionaria
- Pulga